# ブリヤート共和国

ブリヤート共和国
Республика Бурятия
Буряад Улас

ブリヤート共和国（ブリヤートきょうわこく、ロシア語: Республика Бурятия、ブリヤート語: Буряад Улас）は、ロシア連邦を構成する共和国の一つ。バイカル湖の南東部に位置する。

## 概要
首都はウラン・ウデ（人口43万4000人）。シベリア連邦管区に属していたが、2018年11月に極東連邦管区へ移管された。北はイルクーツク州、東はザバイカリエ地方、南はモンゴル国、西はトゥヴァ共和国と接する。
国土の8割以上がバイカル湖北部のバイカル山脈やヤブロノヴイ山脈などの山岳地帯に位置している。

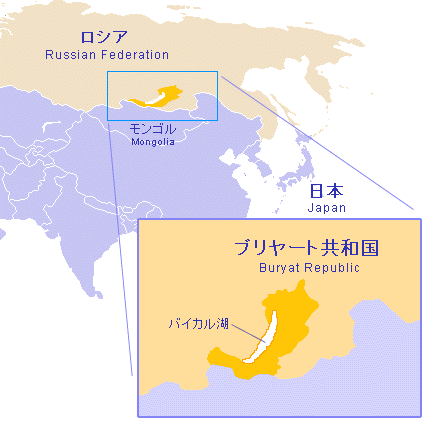
ブリヤート共和国の位置

## 標準時
この地域は、イルクーツク時間帯の標準時を使用している。時差はUTC+8時間で、夏時間はない。（2011年3月までは標準時がUTC+8で夏時間がUTC+9、同年3月から2014年10月までは通年UTC+9であった）

## 歴史
元々はモンゴル系のブリヤート人の居住地であり、伝統的な牧畜などが営まれていた。政治的には1206年にモンゴル帝国のチンギス・ハーンに服属し、以後は各部族が歴代のモンゴル高原の支配者に服属していた。
16世紀になると金と毛皮を求めてバイカル湖から東進してきたロシア帝国の領域に組み込まれた。1666年にウダ川の河畔にできた要塞はヴェルフネウジンスク（後のウラン・ウデ）と名付けられ、地域の中心となった。1689年に清との間で締結されたネルチンスク条約により、この地域は正式にロシア領となった。17世紀にチベット仏教が入る。
その後、1917年のロシア革命後には反革命軍がこの地域を制圧し、シベリア出兵により日本が占領した後の1920年には極東共和国の首都がヴェルフネウジンスクに置かれたが、1922年にソビエト政権の支配下に入り、1923年にはロシア・ソビエト連邦社会主義共和国内のブリヤート・モンゴル・ソビエト社会主義自治共和国となった。
第二次世界大戦後、ガラドークに第28収容地区（ラーゲリ）が、ウランウデに第30収容地区が設置されて、シベリア抑留の対象となった日本人捕虜が収容された。
1958年にはブリヤート自治ソビエト社会主義共和国となった。20世紀初頭にはチベット仏教の僧侶が1万人ほどいたとされるが、ソビエトによって宗教活動は抑えられていた。
ソビエト末期の1990年10月8日には主権宣言を行い、1991年5月27日には国名を現在のブリヤート共和国に改称した。同年12月25日のソビエト連邦崩壊後にはロシア連邦共和国の構成体となり、1994年にはロシア連邦共産党から出馬したレオニード・ポタポフが初代大統領に選出された。1992年にダライ・ラマ14世が首都を訪問した。
2018年11月にシベリア連邦管区から極東連邦管区へ移管された。
2022年ロシアのウクライナ侵攻では、ウクライナに向けて多数のブリヤート共和国出身の兵士が動員され、同年8月時点で235人が戦死しており、モスクワ州の60倍、国家でもトップレベルに戦死者が出ている。

## 民族
- ロシア人、ブリヤート人など。ウクライナ人、エヴェンキ人、トゥヴァ人なども少数だが存在する。2010年現在はロシア人が全人口の6割を超え、混血も進んでいる[8]。

## 教育
- ブリヤート国立大学（英語版）

## 産業
- 鉱業、機械、木材加工業、軽工業、牧羊など
- シベリア鉄道の経由地であり、ウラン・ウデはモンゴル国経由で中華人民共和国に至る鉄道の分岐地としても重要である。

## 鉱物資源
- タングステン、モリブデン、金、多金属鉱、褐炭、鉄鉱石、ボーキサイト、燐灰石、アスベスト、黒鉛
- ブリヤートの主権宣言以後、その所有権はロシア連邦政府とブリヤート共和国政府により共有されている。

## 行政区分

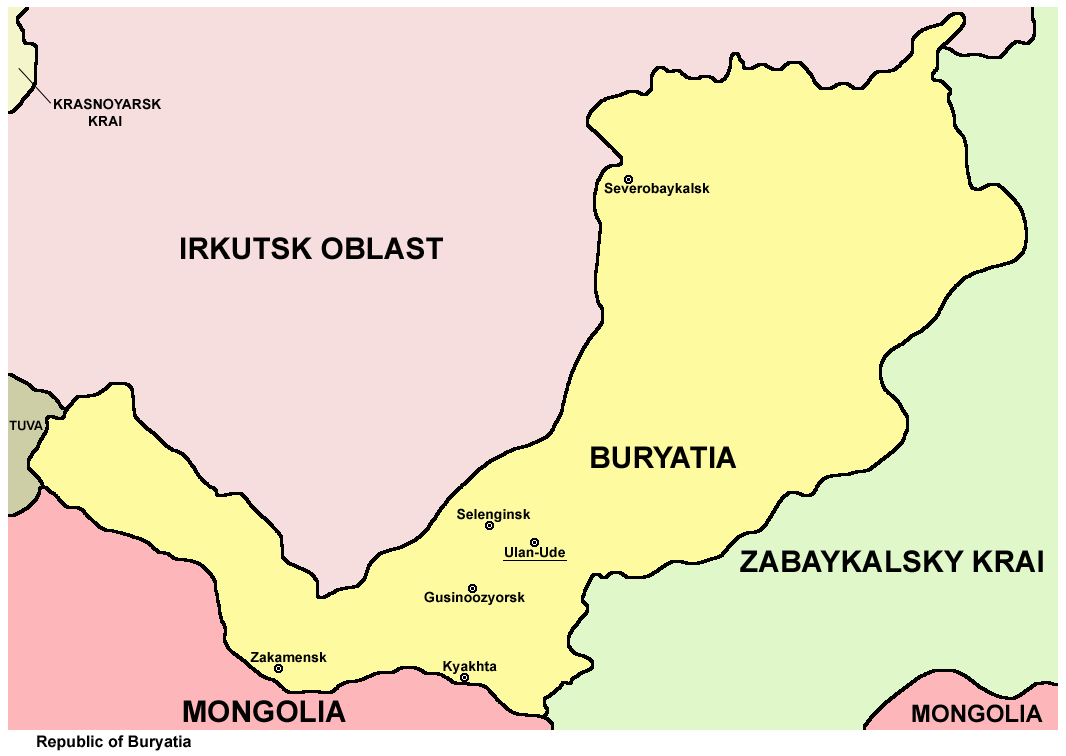

ブリヤート共和国は、直轄市ウラン・ウデ及び所属の2町を併せたウラン・ウデ市行政区と、直轄市セヴェロバイカリスク市、その他の21地区から成る。
- ウラン・ウデ市行政区
- セヴェロバイカリスク市
- 北バイカル地区
- ムヤ地区
- クルムカン地区
- バウント・エヴェンキ地区
- バルグジン地区
- オカ地区
- 沿バイカル地区
- ホリンスク地区
- エラヴノエ地区
- トゥンカ地区
- カバンスク地区
- イヴォルギンスク地区
- タルバガタイ地区
- ザイグラエヴォ地区
- キジンガ地区
- ザカーメンスク地区
- ジダ地区
- セレンガ地区
- ムホルシビリ地区
- ビチュラ地区
- キャフタ地区